# أم أس-13
عرض_العنوان

إم إس-13(بالإنجليزية: MS-13)، كما تعرف أيضًا باسم مارا سالفاتروتشا، هي عصابة إجرامية دولية نشأت في لوس أنجلوس، كاليفورنيا. وتنتشر في أجزاء أخرى من الولايات المتحدة وكندا والمكسيك وأمريكا الوسطى و إيطاليا. تتكون غالبية العصابة عرقيًّا من أبناء أمريكا الوسطى (ومعظمهم السلفادور) وتنشط في المناطق الحضرية وشبه الحضرية.
في الولايات المتحدة، وإم إس-13 لها وجود ثقيل في مقاطعة لوس أنجلوس ومنطقة خليج سان فرانسيسكو في ولاية كاليفورنيا الشمالية. واشنطن، ومناطق العاصمة مطران مقاطعة فيرفاكس، فرجينيا، مقاطعة مونتغومري بولاية ميريلاند، ومقاطعة برينس جورج بولاية ماريلاند. كوينز، نيويورك؛ لونغ آيلاند، نيويورك؛ نيوارك بولاية نيو جيرسي، بلينفيلد، نيو جيرسي. جيرسي سيتي بولاية نيو جيرسي. إليزابيث، نيو جيرسي. منطقة بوسطن، ماساتشوستس، شارلوت بولاية نورث كارولينا. وهيوستن، تكساس. وهناك أيضا وجود إم إس-13 في تورونتو، أونتاريو، كندا.
أعضاء إم إس يميزون أنفسهم عن طريق الوشم الذي يغطي الجسم وأيضًا في كثير من الأحيان على الوجه، فضلًا عن استخدام لغة الإشارة الخاصة بهم. فهي سيئة السمعة لاستخدامها العنف وأخلاقي الثقافات الفرعية التي تتكون في الغالب من الانتقام بلا رحمة وانتقامية قاسية. هذه القسوة من الأعضاء البارزين في «ماراس» أو «ماريروس» حصل لهم طريقا الذين سيتم تعيينهم من قبل سينالوا كارتل تقاتل ضد لوس زيتاس في حرب المخدرات المستمرة الجنوب من حدود الولايات المتحدة. وأثارت تلك الأنشطة واسعة النطاق انتباه مكتب التحقيقات الاتحادي وإدارة الهجرة والجمارك، الذين بدأت غارات على نطاق واسع ضد أفراد العصابة المعروفة والمشتبه - المعاوضة مئات الاعتقالات في جميع أنحاء البلاد
مارا سالفاتروشا، المعروفة باسم إم إس-13، هي عصابة إجرامية دولية نشأت في لوس أنجلوس، كاليفورنيا، في السبعينيات والثمانينيات. في الأصل، تم تشكيل العصابة لحماية المهاجرين السلفادوريين من العصابات الأخرى في منطقة لوس أنجلوس. بمرور الوقت، نمت العصابة إلى منظمة إجرامية أكثر تقليدية. يتم تعريف إم إس-13 من خلال قسوته وتنافسه مع عصابة شارع 18 .
تم ترحيل العديد من أعضاء إم إس-13 إلى السلفادور بعد انتهاء الحرب الأهلية السلفادورية في عام 1992، أو عند القبض عليهم، مما سهل انتشار العصابة إلى أمريكا الوسطى. تنشط العصابة حاليًا في أجزاء كثيرة من الولايات المتحدة وكندا والمكسيك وأمريكا الوسطى. معظم الأعضاء هم من أمريكا الوسطى والسلفادوريين على وجه الخصوص.
كعصابة دولية، يرتبط تاريخها ارتباطًا وثيقًا بالعلاقات بين الولايات المتحدة والسلفادور. في عام 2018، شكلت عضوية العصابة الأمريكية التي يصل عددها إلى 10000 عضو أقل من 1٪ من 1.4 مليون عضو في العصابات في الولايات المتحدة، ونصيبًا مماثلاً من جرائم القتل الجماعي. غالبًا ما يشير الحزب الجمهوري للولايات المتحدة إلى العصابة للدفاع عن سياسات هجرة أكثر صرامة.

## وصف

### علم أصول الكلمات
هناك بعض الخلاف حول أصل الاسم. تشير بعض المصادر إلى أن العصابة تحمل اسم لا مارا، وهو شارع في سان سلفادور، ومقاتلي سلفاتروشا الذين قاتلوا في الحرب الأهلية السلفادورية. بالإضافة إلى ذلك، فإن كلمة "mara" تعني عصابة في اللغة العامية أمريكا الوسطى الإسبانية وهي مأخوذة من m"arabunta" وهو اسم نوع شرس من النمل. قد تكون "سلفاتروشا" مزيجًا من الكلمتين تروشا وسالفاتروشا، وكلمة "Caliche" تشير إلى اليقظة. تم شرح مصطلح "سالفاتروشا" على أنه إشارة إلى الفلاحين السلفادوريين الذين تم تدريبهم ليصبحوا مقاتلين في حرب العصابات، ويشار إليهم باسم " جبهة فارابوندو مارتي للتحرير الوطني ". كما يُعتقد أن الرقم "13" يرمز إلى ترتيب الحرف إم، وهو الحرف الثالث عشر من الأبجدية، ولكن يُشاع أيضًا أنه يكرم عصابة سجن كاليفورنيا، المافيا المكسيكية.

### مميزات

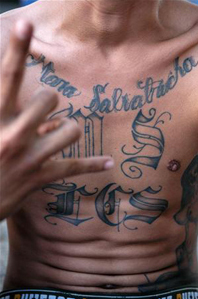
علامة عصابة إم إس والوشم

أمريكا الوسطى هي الأهداف الرئيسية للعنف والتهديدات بالعنف بواسطة إم إس-13. كثير من الضحايا هم من القصر. كما يشكل القاصرون غالبية المشتبه بهم الذين تم القبض عليهم بتهمة القتل المنسوبة إلى إم إس-13. كانت العديد من المناطق التعليمية التي تستقبل المهاجرين من أمريكا الوسطى مترددة في قبول المراهقين غير المصحوبين بذويهم عندما وصلوا من أمريكا الوسطى، مما تركهم في المنزل وعرضة لتجنيد العصابات. غالبا ما يتم التجنيد قسرا. في السلفادور، يتم تجنيد الأطفال أثناء سفرهم إلى المدرسة أو الكنيسة أو العمل. الشباب الذين يتم القبض عليهم لأي سبب من الأسباب ينخرطون عادة في عصابة أو بأخرى أثناء الحبس. إنهم مشهورون بعنفهم وقواعد أخلاقية فرعية تقوم على القصاص الذي لا يرحم. يتعرضون للضرب الطامحين لمدة 13 ثانية كما في الشروع للانضمام إلى عصابة، طقوس المعروفة باسم «فاز في».
غالبًا ما يكون إم إس-13 علنيًا في عنفه. قتل الأطفال وقتل الإناث أمر شائع، حيث تحتضن السلفادور ثالث أعلى معدل لقتل الإناث في العالم. في عام 2016، قُتلت واحدة من بين كل 5000 امرأة سلفادورية. الإفلات القانوني من العقاب عامل رئيسي. في قضايا قتل الإناث، ينتج عن 5٪ فقط أحكام بالإدانة.  تستهدف عمليات الانتقام العنيفة كل من عصابات العدو وكذلك عائلاتهم وأصدقائهم وجيرانهم. سيتم القضاء على عائلات بأكملها في هجوم واحد، بغض النظر عن العمر. سيتم حرق الحافلات المليئة بالركاب من المناطق الخطأ من المدينة في وضح النهار والركاب على متنها. ضباط الشرطة والمسؤولون الحكوميون والمنظمات المجتمعية هم أيضًا أهداف متكررة. أدت مثل هذه الهجمات إلى قيام المحكمة العليا في السلفادور بإجازة تصنيف العصابات على أنها منظمات إرهابية.
أدت قسوة أعضاء «ماراس» أو «ماريروس» إلى تجنيد البعض من قبل سينالوا كارتل التي تقاتل ضد لوس زيتاس في حرب المخدرات المستمرة في المكسيك. جذبت أنشطتهم الواسعة النطاق انتباه مكتب التحقيقات الفيدرالي وإدارة الهجرة والجمارك، الذين شنوا مداهمات واسعة النطاق ضد أعضاء العصابات المعروفين والمشتبه بهم، واعتقلوا المئات في جميع أنحاء الولايات المتحدة. في مقابلة مع بيل ريتر في أواخر عام 2017، قالت المدعية العامة لمقاطعة ناسو، مادلين سينجاس، في إشارة إلى الجرائم التي ارتكبها أفراد عصابة إم إس -13: «الجرائم التي نتحدث عنها وحشية. سلاحهم المفضل هو منجل. ينتهي بنا المطاف برؤية أشخاص يعانون من إصابات لم أرها من قبل. كما تعلم، الأطراف مقطوعة. وهذا ما تبدو عليه الجثث التي نتعافى منها. لذا فهم وحشيون. إنهم قساة، وسنكون بلا هوادة في هجماتنا ضدهم». اختيار المنجل على عكس العصابات الأخرى التي تفضل استخدام البنادق. يذكر المسؤولون أن العصابة لديها طموحات لتصبح «علامة تجارية وطنية» مع منظمة تتناسب مع المافيا أو عصابات المخدرات المكسيكية ويقدر عدد أعضائها بعدة آلاف في العقد الماضي، مع وجودها في أربعين ولاية.
يغطى العديد من أعضاء مارا سالفاتروتشا أنفسهم بالوشم، بما في ذلك الوجه. تشمل العلامات الشائعة «إم إس» و «سلفاتروشا» و «أبواق الشيطان» واسم زمرتهم. بحلول عام 2007، كانت العصابة تبتعد عن وشم الوجه لتسهيل ارتكاب الجرائم دون أن يلاحظها أحد.
يستخدم أعضاء مارا سالفاتروتشا، مثل أعضاء معظم العصابات الأمريكية الحديثة، نظام إشارات اليد لأغراض تحديد الهوية والتواصل. أحد أكثرها شيوعًا هو «رأس الشيطان» الذي يشكل الحرف «إم» عند عرضه بالمقلوب. تشبه علامة اليد هذه الرمز الذي يشيع عرضه بواسطة موسيقيي الهيفي ميتال ومعجبيهم. اعتمد مؤسسو مارا سالفاتروتشا علامة اليد بعد حضور حفلات فرق الهيفي ميتال.
ترتبط عصابات إم إس-13 في الولايات المتحدة ارتباطًا وثيقًا ببعضها البعض ويتم تحديد أنشطتها المحددة بشكل أساسي من خلال الظروف المحلية. في السلفادور، العصابة أكثر مركزية وتماسكًا.

### حضور
وفقًا لتقييم تقييم تهديد العصابة الوطنية لعام 2009، «يُقدر أن العصابة تضم 30.000 إلى 50.000 عضوًا وأعضاء منتسبين في جميع أنحاء العالم، ويقيم 8000 إلى 10000 منهم في الولايات المتحدة».  وتشير تقديرات أخرى إلى أنه يبلغ حوالي 30 ألف عضو على الصعيد الدولي.
في أمريكا الوسطى، العصابة هي الأقوى في بلدان المثلث الشمالي : السلفادور وهندوراس وغواتيمالا .
في أوائل عام 2018، صرح المدعي العام لمقاطعة ناسو، نيويورك، أن تحقيقًا قد «كشف عن شبكة منظمة من عمليات إم إس-13 في نيوجيرسي، وماريلاند، وفيرجينيا، وتكساس، من داخل زنزانة سجن ميسيسيبي، وفي البلدان المجاورة. العالم بما في ذلك المكسيك وكولومبيا وكوريا وفرنسا وأستراليا وبيرو ومصر والإكوادور وكوبا».
في السلفادور، تشير التقديرات إلى أن إم إس-13 وعصابة شارع 18 توظف ما يقرب من 60،000 بينهم، مما يجعلهم أكبر أرباب العمل في البلاد.

## نبذة مختصرة عن تاريخ
عصابة مارا سالفاتروتشا نشأت في لوس انجليس، التي أقيمت في 1980s من قبل المهاجرين السلفادوري في حي بيكو-الاتحاد في المدينة الذين هاجروا إلى الولايات المتحدة بعد الحرب الأهلية في أمريكا الوسطى من 1980s.
في الأصل، وكان الغرض الرئيسي للعصابة لحماية المهاجرين السلفادوري من العصابات الأخرى، أكثر رسوخا من لوس انجليس، الذين كانت تتألف في الغالب من المكسيكيين والأمريكيين من أصل أفريقي.
تم ترحيل العديد من أعضاء عصابة مارا سالفاتروتشا من منطقة لوس انجليس بعد إلقاء القبض عليه.  وهي خوسيه أبريغو، وهو عضو رفيع المستوى، تم ترحيل أربع مرات.  ونتيجة لعمليات الترحيل هذه، جندت أعضاء إم إس-13 أكثر من أعضاء في بلدانهم الأصلية. صحيفة لوس انجليس تايمز تؤكد أن سياسات الإبعاد ساهمت في حجم ونفوذ العصابات في كل من الولايات المتحدة وأمريكا الوسطى.  وفقا لتقييم التهديد عصابة الوطنية 2009 "، ويقدر عصابة لدينا 30،000 إلى 50،000 الأعضاء والأعضاء المنتسبين في جميع أنحاء العالم، 8000 إلى 10،000 منهم يقيمون في الولايات المتحدة
في عام 2004، بدأ مكتب التحقيقات الفيدرالي الأمريكي فرقة العمل عصابة الوطنية إم إس-13. كما بدأ مكتب التحقيقات الفيدرالي انظم مع سلطات إنفاذ القانون في السلفادور وهندوراس وغواتيمالا والمكسيك.
في عام 2005، مكتب الهجرة والجمارك الأمريكية بدأت   في عملية الدرع الخيرية. بحلول عام 2011، كانت هذه العملية أدت إلى اعتقال أكثر من 20،000 الاعتقالات، بما في ذلك أكثر من 3000 القبض على زعيم إم إس-13 عضوا

## التاريخ المفصل
نشأت عصابة مارا سالفاتروشا في لوس أنجلوس، التي أسسها مهاجرون سلفادوريون في حي بيكو يونيون بالمدينة في الثمانينيات  الذين هاجروا إلى الولايات المتحدة بعد الحروب الأهلية في أمريكا الوسطى في الثمانينيات. طوال السبعينيات والثمانينيات من القرن الماضي، تم رفض طلب اللجوء السلفادوري في الولايات المتحدة، وبدلاً من ذلك تم تصنيفهم كمهاجرين غير شرعيين. على هذا النحو، بدأ السلفادوريون في الهجرة بدون وثائق بأعداد متزايدة. استقروا في الغالب في مدن بها عدد كبير من السكان غير المسجلين، مثل لوس أنجلوس. تم إهمال طلبات اللجوء السلفادورية حتى قضية عام 1991 اتفاقية تسوية الكنائس المعمدانية الأمريكية ضد ثورنبرج (ABC) بثورنبرج . تتطلب اتفاقية تسوية القضية إعادة تقييم طلبات اللجوء في غواتيمالا والسلفادور، طالما أنها دخلت الولايات المتحدة بحلول عام 1990. عند هذه النقطة، كانت الحرب الأهلية تقترب بالفعل من نهايتها بعد أكثر من عقد من القتال. قبل اتفاقية تسوية الكنائس المعمدانية الأمريكية ضد ثورنبرج ثورنبرغ وحتى بعد ذلك، ترك المهاجرون السلفادوريون عرضة للاستغلال.
في البداية، كانت إم إس-13 عبارة عن مجموعة من الشباب الجانحين وعشاق موسيقى الهيفي ميتال الذين يعيشون في لوس أنجلوس. ومع ذلك، فإن المجتمع غير الموثق في لوس أنجلوس تعرض لتحيزات عنصرية شديدة واضطهاد. في ظل هذه الظروف، بدأ إم إس-13 في التحول إلى عصابة. في الأصل، كان الهدف الرئيسي للعصابة هو حماية المهاجرين السلفادوريين من العصابات الأخرى الأكثر رسوخًا في لوس أنجلوس، والتي كانت تتكون في الغالب من المكسيكيين والآسيويين والأمريكيين الأفارقة. أصبحت العصابة منظمة إجرامية أكثر تقليدية تحت رعاية إرنستو ديراس. كان ديراس عضوًا سابقًا في القوات الخاصة السلفادورية، ودرب في بنما من قبل الولايات المتحدة Green Berets . عند توليه قيادة زمرة إم إس-13 في عام 1990، استخدم تدريبه العسكري لتأديب العصابة وتحسين عملياتها اللوجستية. بعد هذه النقطة بدأت العصابة في النمو في السلطة. بدأ تنافس إم إس-13 مع عصابة الشارع الثامن عشر أيضًا في هذه الفترة. كان إم إس-13 و عصابة شارع 18 ودودين في البداية، حيث كانا من العصابات الوحيدة التي سمحت للسلفادوريين بالانضمام. ما الذي تسبب بالضبط في انهيار تحالفهم غير مؤكد. تشير معظم الإصدارات إلى قتال حول فتاة في عام 1989. في الحادث، قُتل أحد أفراد العصابات من طراز إم إس-13، مما أدى إلى دورة من الانتقام تصاعدت إلى عداء شديد ومعمم بين العصابتين.
تم ترحيل العديد من أعضاء عصابة مارا سالفاتروشا من منطقة لوس أنجلوس بعد اعتقالهم. على سبيل المثال، تم ترحيل خوسيه أبريجو، وهو عضو رفيع المستوى، أربع مرات. نتيجة لعمليات الترحيل هذه، قام أعضاء إم إس-13 بتجنيد المزيد من الأعضاء في بلدانهم الأصلية. تؤكد صحيفة لوس أنجلوس تايمز أن سياسات الترحيل قد ساهمت في حجم وتأثير العصابة في كل من الولايات المتحدة وأمريكا الوسطى. لم يكن هناك نشاط كبير للعصابات في السلفادور إلا بعد ترحيل أفراد العصابات إم إس-13 إلى هناك من لوس أنجلوس. بدأت عمليات الترحيل على نطاق واسع بعد فترة وجيزة من انتهاء الحرب الأهلية السلفادورية في عام 1992.
استمرت الحرب لأكثر من 12 عامًا، وتضمنت الترويع المتعمد واستهداف المدنيين من قبل فرق الموت الحكومية التي دربتها الولايات المتحدة بما في ذلك استهداف رجال دين بارزين من الكنيسة الكاثوليكية. كما شهدت الحرب تجنيد الأطفال وانتهاكات أخرى لحقوق الإنسان، معظمها من قبل الجيش،  مما جعل البلاد عرضة لتسلل العصابات.
كجزء من اتفاقيات سلام تشابولتيبيك، طُلب من حكومة السلفادور ما بعد الحرب التوقف عن استخدام الجيش الدائم كقوة شرطة وتشكيل خدمة شرطة وطنية جديدة. ومع ذلك، فإن الحزب السياسي الحاكم، أرينا، كان سليلًا للحكومة العسكرية في زمن الحرب. لتفضيل الحلفاء العسكريين، فقد أخر تشكيل بوليسيا ناسيونال المدني . عندما تم تنظيم المجلس الوطني الفلسطيني أخيرًا عام 1993، تم إنشاء أجزاء من قوة الشرطة من خلال دمج القوات المسلحة. كان بعض أفراد قوة الشرطة الوليدة مجرمي حرب معروفين. أدى عدم وجود قوة شرطة مناسبة إلى أن أفراد العصابات المرحلين لم يواجهوا معارضة كبيرة عند إنشاء إم إس-13 في السلفادور. لتفاقم المشكلة، تميزت فترة ما بعد الحرب بوجود عدد كبير من الأسلحة غير الخاضعة للرقابة المتبقية من الصراع، مما سمح لـ إم إس-13 بأن يصبح تاجر أسلحة كبير. لا يزال هذا أحد مصادر دخلها الرئيسية اليوم، إلى جانب الابتزاز والاغتيال. بالإضافة إلى ذلك، من المحتمل أن تكون الصراعات الاقتصادية في فترة ما بعد الحرب، جنبًا إلى جنب مع إصلاحات التجارة النيوليبرالية، قد ساهمت في نمو إم إس-13.

### محاولات القمع
بلغ عنف العصابات ذروته في السلفادور في التسعينيات، ثم انخفض في أوائل القرن الحادي والعشرين. ومع ذلك، فقد أصبحوا جزءًا أساسيًا من الخطاب السياسي. نفذت رئاسات أرينا سياسات لا مانو دورا لمحاربة العصابات. يعتقد المراقبون الخارجيون وأفراد العصابات أنفسهم أن هذه السياسات زادت من قوة العصابات في السلفادور.
أعقب سياسات مانو دورا هدنة بين إم إس-13 ومنافسيهم الدائمين، عصابة شارع 18. بتوجيه من الرئيس ماوريسيو فونيس، أول رئيس سلفادوري يمثل حزب جبهة فارابوندو مارتي للتحرير الوطني، تفاوض ممثلو الحكومة والعصابات بشكل غير رسمي. تطلبت الشروط من العصابات خفض معدل جرائم القتل مقابل النقل إلى سجون ذات إجراءات أمنية أقل. بالإضافة إلى ذلك، ستحصل العصابات على مزايا من الحكومة مقابل كل سلاح ناري يسلمونه. بينما سقطت جرائم القتل خلال الهدنة، لم يعد على العصابات القلق بشأن حروب النفوذ. بدلاً من ذلك، ركزوا على التجنيد والتنظيم والابتزاز. لم تحمي الهدنة معظم السلفادوريين من الابتزاز. هذا، إلى جانب التقارير عن تساهل الحكومة تجاه أفراد العصابات المسجونين، أدى إلى أن الهدنة أصبحت غير شعبية ومثيرة للجدل.
خلف فونيس كمرشح رئاسي لجبهة فارابوندو مارتي للتحرير الوطني، سلفادور سانشيز سيرين، قام بحملة للعودة إلى نهج صارم تجاه العصابات. بعد أن تولى سانشيز سيرين الرئاسة في عام 2014، كان من المفهوم أن الهدنة قد انتهت. منذ انتهاء هدنة العصابات، زاد عدد حالات القتل خارج نطاق القضاء على أيدي قوات الشرطة بشكل كبير. خلال الهدنة، تمكنت العصابات السلفادورية من التركيز على التوسع والتنظيم الداخلي بدلاً من الصراع بين العصابات. عندما انتهت الهدنة، حشدت العصابات قواتها بشكل كبير. على هذا النحو، شهد انهيار الهدنة عودة إلى مستويات العنف القياسية، حيث أصبحت العصابات أقوى بكثير وأفضل تنظيمًا من ذي قبل. في عام 2015، كان في السلفادور أعلى معدل جرائم قتل للفرد في العالم، ويرجع ذلك إلى حد كبير إلى تصاعد العنف بين إم إس-13 وعصابة شارع 18. ومنذ ذلك الحين حوكم المشاركون في مفاوضات الهدنة الأصلية. كشفت المحاكمات عن فساد كبير، مثل قيام المفاوضين الحكوميين بتشجيع العصابات على زيادة معدل جرائم القتل لإبقاء الجميع على طاولة المفاوضات.
اتخذت معارضة إم إس-13 في الولايات المتحدة أشكالًا متنوعة. في عام 2004، أنشأ مكتب التحقيقات الفيدرالي فرقة العمل الوطنية للعصابات إم إس-13. بدأ مكتب التحقيقات الفدرالي أيضًا التعاون مع تطبيق القانون في السلفادور وهندوراس وغواتيمالا والمكسيك، وأنشأ مكتبه الخاص في سان سلفادور في فبراير 2005. في العام التالي، ساعد مكتب التحقيقات الفيدرالي في إنشاء مركز معلومات عصابة وطني (NGIC)، ووضع الخطوط العريضة لاستراتيجية عصابة وطنية للكونغرس. بالإضافة إلى ذلك، بدأ مكتب الهجرة والجمارك الأمريكي عملية درع المجتمع . في عام 2008، نسقت فرقة العمل إم إس-13 سلسلة من الاعتقالات وعمليات القمع في الولايات المتحدة وأمريكا الوسطى التي شارك فيها أكثر من 6000 ضابط شرطة في خمسة بلدان. تم القبض على ثلاثة وسبعين مشتبهاً بهم في الولايات المتحدة ؛ في المجموع، تم اعتقال أكثر من 650 شخصًا.  بحلول عام 2011، كانت هذه العملية قد أدت إلى اعتقال أكثر من 20.000 شخص، بما في ذلك أكثر من 3000 عملية اعتقال لأعضاء مزعومين من إم إس-13. في أكتوبر 2012، أعلنت وزارة الخزانة الأمريكية عن تجميد الأصول المملوكة لأمريكا التي تسيطر عليها المنظمة وأدرجت إم إس-13 كمنظمة إجرامية عابرة للحدود. بينما سُجن القادة الثلاثة (خوسيه لويس ميندوزا فيغيروا، وإدواردو إيرازو نولاسكو، وإلمر كاناليس ريفيرا) في السلفادور، استمروا في إصدار الأوامر. ونتيجة لذلك، فرضت وزارة الخزانة الأمريكية مزيدًا من العقوبات في عام 2015، مما سمح للحكومة بمصادرة جميع الأصول التي يسيطر عليها هؤلاء الرجال ؛ سيتم إغلاق أي عمل مع هؤلاء القادة. في يناير 2016، شارك أكثر من 400 من ضباط شرطة بوسطن في اعتقال 37 عضوًا من إم إس-13 ؛ تم شحن 56 بالكلية. كما تم الاستيلاء على أسلحة وأموال في منازل أفراد العصابة. شرطة ولاية ماساتشوستس اللفتنانت كولونيل. علق فرانك هيوز في مؤتمر عام، «خلال 30 عامًا من تطبيق القانون، لم أر قط عصابة أكثر عنفًا هناك. هؤلاء هم أفراد عنيفون للغاية. العنف لا يوصف». وشملت التهم انتهاكات قوانين الهجرة والابتزاز وتهريب الأسلحة النارية والمخدرات. في 16 نوفمبر 2017، أعلنت وزارة الأمن الداخلي الأمريكية (DHS)، ووزارة العدل الأمريكية (DOJ)، ومسؤولو الهجرة والجمارك (ICE) أنهم اعتقلوا ما مجموعه 267 من أعضاء عصابة إم إس-13 المزعومين وشركائهم في عملية الثور الهائج، والتي تم تنفيذها على مرحلتين. كانت المرحلة الأولى في سبتمبر 2017، وأسفرت عن اعتقال 53 في السلفادور . كانت المرحلة الثانية بين 8 أكتوبر و 11 نوفمبر 2017، وأسفرت عن 214 اعتقالًا في الولايات المتحدة، وشملت تهم تهريب المخدرات، وبغاء الأطفال، وتهريب البشر، والابتزاز، والتآمر لارتكاب جرائم قتل.
في 27 يوليو 2017، ألقت السلطات السلفادورية القبض على 113 من أعضاء عصابة إم إس-13 المشتبه بهم.
في 4 يونيو / حزيران 2008، في تورنتو، أونتاريو، نفذت الشرطة أوامر تفتيش، واعتقلت 21 شخصا، ووجهت عشرات التهم بعد تحقيق استمر خمسة أشهر.
في يناير 2021، أعلن المدعي العام للولايات المتحدة بالإنابة جيفري روزن عن تهم الإرهاب ضد أربعة عشر من قادة إم إس-13 المعروفين باسم رانفلا ناسيونال (بالأسبانية: Ranfla Nacional) المسجونين في السلفادور.

### حوار سياسي
كان إم إس-13 موضوعًا في خطاب الحزب الجمهوري، ولا سيما الرئيس دونالد ترامب،  خلال الحملات السياسية والمناقشات حول الهجرة. اتهم الجمهوريون الديمقراطيين بالمسؤولية عن العنف من قبل عصابات إم إس-13 ودعوا إلى سياسات هجرة أكثر صرامة للتعامل مع إم إس-13. جادل السياسيون الجمهوريون بأن مدن الملاذ الآمن (السلطات القضائية التي لا تعطي الأولوية لإنفاذ قانون الهجرة) تساهم في نشاط إم إس-13،  ولكن الدراسات حول العلاقة بين حالة الملاذ والجريمة وجدت أن أي من سياسات الملاذ الآمن لا تؤثر أو أنها تقلل من معدلات الجريمة.
خلال إدارة ترامب، أصبح إم إس-13 أولوية قصوى لوزارة العدل. زعم ترامب زوراً أن المدن قد «تحررت» من حكم إم إس-13 خلال فترة رئاسته. في عام 2018، ادعى ترامب كذبًا في مناسبات متعددة أن إدارته رحلت «آلاف وآلاف» من أعضاء عصابة إم إس-13. في تبرير تنفيذ إدارة ترامب لسياسة الفصل الأسري للمهاجرين المتهمين بعبور الحدود بشكل غير قانوني، قالت كريستجين نيلسن، وزيرة الأمن الداخلي، إن الأطفال المهاجرين يستخدمون بواسطة إم إس-13 لعبور الحدود بين الولايات المتحدة والمكسيك ؛ لا يوجد دليل على أن أعضاء إم إس-13 قد زعموا زوراً الوصاية على الأطفال الذين يعبرون الحدود الأمريكية.
اتهم عدد من السياسيين الجمهوريين، بمن فيهم الرئيس ترامب، الديمقراطيين زوراً بدعم إم إس-13  أو حماية أفراد عصابة إم إس-13 من الترحيل.
في الولايات المتحدة، كان هناك ما يقدر بنحو 10000 عضو من عصابة إم إس-13 في عام 2018، مما يدل على استقرار أعداد الأعضاء لأكثر من عقد. تمثل العصابة أقل من 1 في المائة من إجمالي أعضاء العصابات في الولايات المتحدة (1.4 مليون وفقًا لبيانات مكتب التحقيقات الفيدرالي)، ونصيبًا مماثلًا من جرائم القتل الجماعي. ذكرت إدارة ترامب أن هناك «زيادة في أعضاء عصابة إم إس-13» وأن تطبيق قوانين الهجرة الضعيف يساهم في زيادة نشاط جريمة إم إس-13 ؛ لم يكن هناك أي دليل لدعم أي من هذه الادعاءات.

## الجرائم المعلنة
أشار روبرت موراليس، المدعي العام لغواتيمالا، في عام 2008 إلى ذا جلوب اند ميل أن بعض أعضاء عصابات أمريكا الوسطى يسعون للحصول على وضع اللاجئ في كندا . «نحن نعلم أن هناك أعضاء من Mara 18 و إم إس-13 موجودون في كندا ويسعون للبقاء هناك»، وأضاف، «صادفت أحد أفراد العصابة الذي كان يعمل في مركز اتصال هنا. لقد عاد لتوه من فترة طويلة في أونتاريو. نسمع عن كندا أكثر فأكثر فيما يتعلق بأعضاء العصابات هنا.»  نُقل عن مدير فرقة عمل العصابات المدمجة بشرطة الخيالة الكندية الملكية، جون روبن، في نفس المقالة قوله «أعتقد أن [أعضاء العصابة] لديهم شعور بأن الشرطة هنا لن تعاملهم بالطريقة القاسية التي ينزلون بها إلى هناك.»  وأشار روبن إلى أن السلطات الكندية «تريد تجنب أن ينتهي بها المطاف مثل الولايات المتحدة، التي تتعامل مع مشكلة رجال العصابات في أمريكا الوسطى على نطاق أوسع بكثير».
تباهى عضو إم إس-13، رينيه باتشيكو، في كندا بأنه عضو. في عام 2018 واجه أمر ترحيل. في قضية أخرى، تم القبض على أعضاء العصابة وهم يهددون مسؤول العدالة في تورونتو، أونتاريو. في مايو 2018، حذرت السلطات الفيدرالية الكندية أجهزة الشرطة الكندية من أفراد العصابات الذين يحاولون الفرار من الولايات المتحدة إلى كندا.
اعتبارًا من عام 2007، كانت العصابة تمارس العنف على المهاجرين على الحدود الجنوبية للمكسيك.

### حالات
في 13 يوليو 2003، تم العثور على بريندا باز، العضوة السابقة في إم إس-13 البالغة من العمر 17 عامًا والتي تحولت إلى مخبرة، وقد طعنت حتى الموت على ضفاف نهر شيناندواه في فيرجينيا. قُتلت لإبلاغ مكتب التحقيقات الفيدرالي بأنشطة مارا سالفاتروشا الإجرامية ؛ وأدين اثنان من أصدقائها السابقين فيما بعد بجريمة القتل.
في 23 ديسمبر / كانون الأول 2004، وقعت إحدى أكثر جرائم إم إس-13 انتشارًا في أمريكا الوسطى في تشاميليكون، هندوراس، عندما تم اعتراض حافلة بين المدن ورشها بطلقات آلية من بنادق هجومية،  مما أسفر عن مقتل 28 وإصابة 14 راكبًا مدنيًا.، معظمهم من النساء والأطفال. نظمت إم إس-13 المذبحة احتجاجًا على حكومة هندوراس لاقتراحها إعادة تطبيق عقوبة الإعدام في هندوراس. اجتاح ستة مسلحين الحافلة بالنيران. وبينما كان الركاب يصرخون ويتحركون، صعد مسلح آخر على متنها وأعدم الركاب بشكل منهجي. في فبراير / شباط 2007، أُدين خوان كارلوس ميراندا بويزو وداروين أليكسيس راميريز بارتكاب عدة جرائم، بما في ذلك القتل والشروع في القتل. تم القبض على إيبرت أنيبال ريفيرا على خلفية الهجوم بعد فراره إلى تكساس. خوان باوتيستا خيمينيز، المتهم بتدبير المجزرة، قُتل في السجن. وبحسب السلطات، فقد شنق زملائه السجناء في إم إس-13. لم تكن هناك أدلة كافية لإدانة أوسكار فرناندو ميندوزا وويلسون جيوفاني غوميز.

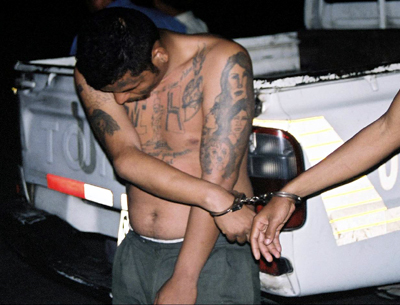
تم تقييد يدي المشتبه به إم إس-13 الذي يحمل وشم عصابة.

في 13 مايو 2006، قُتل إرنستو «سموكي» ميراندا، وهو جندي سابق رفيع المستوى وأحد مؤسسي مارا سالفاتروشا، في منزله في السلفادور بعد ساعات قليلة من رفضه حضور حفل لعضو من العصابة كان أطلق سراحه للتو من السجن. كان قد بدأ في دراسة القانون والعمل على إبعاد الأطفال عن العصابات.
في 6 يونيو 2006،  قُتل عضو عصابة إم إس-13 مراهق يُدعى غابرييل جرانيلو حتى الموت في حديقة إرفان تشو بارك في منطقة نيرتاون هيوستن في هيوستن، تكساس. كتب كريس فوجل من هيوستن برس أن محاكمة الفتاة التي طعنت جرانيلو، آشلي بيج بينتون،  أعطت اهتمامًا لـ إم إس-13.
في عام 2007، زُعم أن خوليو شافيز، وهو عضو في إم إس-13 في لونغ آيلاند، نيويورك، قتل رجلاً لأنه كان يرتدي قميصًا أحمر اللون وكان مخطئًا أنه عضو في عصابة الدم.
في 22 يونيو 2008، في سان فرانسيسكو، كاليفورنيا، أطلق أحد أفراد عصابة إم إس-13 البالغ من العمر 21 عامًا، إدوين راموس، النار وقتل والد أنتوني بولونيا، 48 عامًا، وابنيه مايكل، 20 عامًا، وماثيو، 16 عامًا.، حيث كانوا عائدين إلى المنزل من حفلة شواء عائلية. منعت سيارتهم راموس لفترة وجيزة من إكمال منعطف يسار في شارع ضيق. تعتقد السلطات أن القتل كان انتقاما لإطلاق النار على عضو إم إس-13 في وقت سابق من ذلك اليوم، وأن بولونيا كان مخطئا لأعضاء العصابة.
في 26 نوفمبر 2008 ، أدين جوناثان ريتانا بقتل ميغيل أنجيل ديراس في مقاطعة هاميلتون ، أوهايو ، والتي ربطتها السلطات بمبادرة أم أس-13.
في فبراير 2009، اعتقلت السلطات في كولورادو وكاليفورنيا 20 عضوًا من إم إس-13 وصادرت 10 أرطال من الميثامفيتامين و 2.3 كيلوغرام (5 أرطال) من الكوكايين وكمية صغيرة من الهيروين و 12 قطعة سلاح ناري و 3300 دولار نقدًا.
في يونيو 2009، أطلق إدوين أورتيز، وخوسيه جوميز أمايا، وألكسندر أغيلار، أعضاء عصابة إم إس-13 من لونغ آيلاند، الذين أخطأوا بين المارة وأعضاء العصابات المتنافسة، النار على اثنين من المدنيين الأبرياء. قُتل العامل إدغار فيلالوبوس.
علمت ديلي نيوز أنه في 4 نوفمبر 2009، قام قادة السلفادور من عصابة إم إس-13 بإبرام عقد مع العميل الفيدرالي المسؤول عن حملة قمع ضد فصائل نيويورك. تم الكشف عن مؤامرة اغتيال موظف الهجرة والجمارك المجهول في مذكرة توقيف بحق عضو العصابة المعروف والتر «ديوك» توريس. أبلغ توريس السلطات عن الخطة بعد أن أوقف محققو شرطة نيويورك وأربعة أعضاء من إم إس-13 بسبب إزعاج المارة في نورثرن بوليفارد في كوينز، نيويورك. قال للشرطة إن لديه معلومات لينقلها ؛ واستُجوب في 22 أكتوبر / تشرين الأول في جزيرة رايكرز، حيث كان محتجزًا بموجب أمر قضائي صادر في فيرجينيا، وفقًا لوثائق المحكمة. وقال توريس إن «الأمر بالقتل جاء من قيادة عصابة في السلفادور»، حسبما كتب شون سويني، عميل شركة آي سي إي في إفادة خطية لأمر جديد يتهم توريس بالتآمر. كتب توريس، الذي ينتمي إلى «زمرة» إم إس-13 في فرجينيا، قال إنه تم تعيينه في المسؤولية، وسافر إلى نيويورك في أغسطس «لغرض محدد هو المشاركة في التخطيط لمؤامرة القتل وتنفيذها»، كما كتب سويني. كان أعضاء العصابة يحاولون الحصول على بندقية عالية القوة لاختراق سترة العميل المضادة للرصاص. وقال مخبر آخر من طراز إم إس-13 للسلطات إنه تم وضع علامة على العميل بالإعدام لأن العصابة كانت «غاضبة للغاية» منه لاعتقاله العديد من الأعضاء في السنوات الثلاث الماضية، حسبما جاء في الشهادة الخطية. وبحسب المخبر، كان من المفترض أن تقوم عصبة فلاشينغ بتنفيذ الجريمة. اتهم المدعون الفيدراليون العديد من أعضاء عصابة إم إس-13 بالابتزاز والابتزاز والدعارة والاختطاف والهجرة غير الشرعية وغسيل الأموال والقتل وتهريب الأشخاص وتهريب الأسلحة والاتجار بالبشر وتهريب المخدرات ؛ كان الوكيل الخاص المستهدف هو المحقق الفيدرالي الرئيسي في العديد من القضايا الفيدرالية.

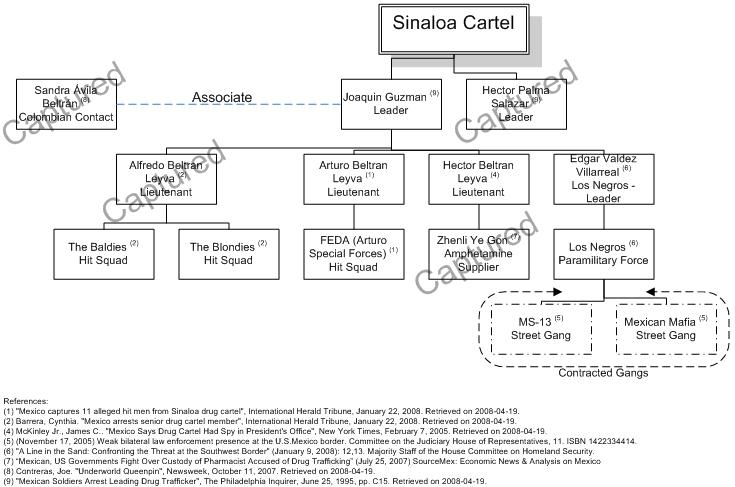
تسلسل سينالوا كارتل في أوائل عام 2008

في أغسطس 2011، أُدين ستة من أعضاء إم إس-13 في سان فرانسيسكو بتهمة الابتزاز والتآمر، بما في ذلك ثلاث جرائم قتل، في ما كان أكبر محاكمة عصابة في المدينة منذ سنوات عديدة. وأفاد 18 متهماً آخرين بأن لهم صلات بالعصابة أقروا بالذنب قبل المحاكمة. اثنين من الرجال قتل كان مخطئا لأعضاء عصابة منافسة بسبب ملابسهم الأحمر، وآخر وصفها شهود الإثبات كبائع للوثائق وهمية الذين رفضوا دفع «الضرائب» لإم إس-13 في أراضيها 
في عام 2011، تم تخريب النصب التذكاري لقدامى المحاربين في فيتنام في نيو هافن، كونيتيكت، عدة مرات باستخدام «علامة إم إس-13» و «قتل البيض» بطلاء بخاخ برتقالي.
في فبراير 2012، أدان قاض فيدرالي ثلاثة أعضاء من عصابة إم إس-13 بالقتل. قُتل ضحيتهم، مويسيس فرياس جونيور، وأصيب اثنان من رفاقه بجروح خطيرة، بعد أن ظنهم أعضاء إم إس-13 خطأً أنهم أعضاء من عصابة نورتينوس المنافسة بسبب ملابسهم الحمراء. دانيلو فيلاسكيز، الزعيم السابق لفرع سان فرانسيسكو إم إس-13، حكم عليه بالسجن مدى الحياة بالإضافة إلى 10 سنوات، وهو مسجون في السجن المركزي في هازلتون.
في أكتوبر 2016، قُتل جوردي ميخيا وخطف في ولاية ماريلاند. في 1 فبراير 2019، أقر رينالدو «فويغو» غرانادوس فاسكيز البالغ من العمر 23 عامًا ونيريس مورينو مارتينيز البالغ من العمر 22 عامًا وخوسيه «ليار» ميلينديز ريفيرا البالغ من العمر 21 عامًا بالذنب باستخدام حساب مزيف على فيسبوك. لجذب ميجيا من نيو جيرسي. كان أعضاء إم إس-13 الثلاثة، وهم من السلفادور، في الولايات المتحدة بشكل غير قانوني.
في 27 مارس 2017، تم اكتشاف ريمون وود ميتًا على الطريق في بيدفورد، فيرجينيا. ووجهت إلى ستة أشخاص تهمة السطو والاختطاف والقتل. كما أنهم متهمون بأنهم أعضاء في إم إس-13.
في الفترة من 13 إلى 14 أغسطس 2017، تم القبض على عضو فصيل نيو جيرسي إم إس-13 والتر يوفاني جوميز، الذي تمت إضافته إلى قائمة المطلوبين لدى مكتب التحقيقات الفيدرالي في أبريل 2017،  واتهم بقتل صديقه جوليو ماتوت عام 2011 للانضمام إلى عصابة أخرى. بعد ليلة من الشرب، قام جوميز وعضو آخر من إم إس-13 بضرب ماتوت على رأسه بمضرب بيسبول، وقطعوا حلقه بسكين، وطعنوه في ظهره بمفك البراغي 17 مرة. نجح جوميز في الإفلات من الاعتقال، لكن تم القبض عليه لاحقًا في فرجينيا، حيث كان يختبئ مع أعضاء عصابة إم إس-13 الآخرين.
أصدر مركز دراسات الهجرة بواشنطن العاصمة تقريرًا أدرج 506 حالات لأفعال إجرامية إم إس-13 في الولايات المتحدة بين عامي 2012 و 2018.
في عام 2017، تم القبض على اثنين من أعضاء إم إس-13، وهما ميغيل ألفاريز فلوريس ودييجو هيرنانديز ريفيرا، بتهمة الخطف والاغتصاب والتعذيب والتخدير لفتاة تبلغ من العمر 14 عامًا لأكثر من أسبوعين في هيوستن، تكساس. وبحسب الشاب البالغ من العمر 14 عامًا، احتجز الأعضاء أيضًا ضحية أخرى، «جينيسيس»، كرهينة في نفس الشقة.
استُدعى ميغيل أنجيل كوريا دياز، ملك الساحل الشرقي للطائرة إم إس-13، من لوريل، ماريلاند (من مقاطعة برينس جورج)، في 19 أبريل 2018، في محكمة مقاطعة ناسو في مينولا، نيويورك، بتهم تشمل التآمر لارتكاب جريمة قتل. . يمكن أن يحكم عليه بالسجن مدى الحياة إذا أدين. كان أحد سبعة عشر متهمًا في لائحة اتهام مكونة من 21 تهمة في يناير / كانون الثاني وجهت إليه عدة تهم بالتآمر لارتكاب جريمة قتل والعمل كمتجر رفيع المستوى للمواد الخاضعة للرقابة. وتم تسليمه في أسبوع 23 أبريل / نيسان 2018 من مقاطعة برينس جورج بولاية ماريلاند حيث احتجز منذ أكتوبر / تشرين الأول. كان السجن السابق بدلاً من كفالة 125000 دولار. وبحسب ما ورد أصدرت العصابة دعوة لـ «إخراج شرطي» انتقاما من اعتقال دياز.
في 6 كانون الثاني (يناير) 2020، طلبت وزارة العدل الأمريكية عقوبة الإعدام ضد إلمر مارتينيز، زعيم عصابة إم إس-13 في فرجينيا. اتهمت وثائق المحكمة مارتينيز بقتل قاصرين عام 2016، إدفين مينديز البالغ من العمر 17 عامًا وسيرجيو تريمينو البالغ من العمر 14 عامًا. واتهم مارتينيز، المعروف بالاسم المستعار «كيلر»، بإغراء مينديز وتريمينو إلى حديقة في الإسكندرية بولاية فيرجينيا، حيث قتلا ودفنا.

#### لونغ آيلاند، حالات نيويورك، 2010
في عام 2010، زُعم أن رينيه ميخيا قتل رضيعًا يبلغ من العمر عامين. وفقًا لاعتراف أحد زملائه في العصابة، أدالبرتو جوزمان، قرر أعضاء إم إس-13 «إسقاط» أو قتل والدة الطفلة في لغتهم العامية لأنها «لم تحترم» العصابة بمحاولة ضربها من قبل أفراد العصابة المنافسة صديقها السابق إم إس-13. وفقًا لغوزمان، بعد استدراج الأم إلى الغابة بدعوة لتدخين الحشيش، قتلها، ثم بدأ الطفل في الصراخ والبكاء وتم إعدامه برصاصتين في الرأس.
في 30 يونيو 2015، عُثر على جوناثان كاردونا هيرنانديز مقتولًا بالرصاص في أحد شوارع وسط إسليب بنيويورك. تم اتهام عضو إم إس-13 وليام كاستيلانو بقتله للاشتباه في أن كاردونا هيرنانديز كان عضوًا في عصابة منافسة. حُكم على كاستيلانو في المحكمة الفيدرالية بالمنطقة الشرقية في نيويورك بالسجن لمدة 27 عامًا عن الجريمة في 24 يناير 2019.
قالت شرطة نيويورك إن إم إس-13 كانت مسؤولة عن 17 جريمة قتل بين يناير 2016 وأبريل 2016 في لونغ آيلاند.
في أغسطس / آب 2017، اتُهم عضوان لم يكشف عنهما بقتل مدني يبلغ من العمر 19 عامًا خوليو سيزار غونزاليس-إسبانتزي، والذي تم استدراجه بوعود الحشيش والجنس إلى غابة في لونغ آيلاند، حيث تعرض للهجوم بالمناجل والطعن. بالسكاكين. وقالت شرطة مقاطعة ناسو إن العضوين كانا مسؤولين عن 21 جريمة قتل في نيويورك في غضون عامين فقط. قالت السلطات إن الدافع كان كسب السمعة.
في 20 أغسطس 2018، أقر جوزويه بورتيلو، العضو البالغ من العمر 17 عامًا في إم إس-13 من لونج آيلاند، بالذنب في تهم الابتزاز. شارك بورتيو في قتل أربعة شبان لاتينيين يُفترض أنهم ينتمون إلى عصابة منافسة. استدرج بورتيو، مع عدد آخر من زملائه من أعضاء العصابة، الشبان الأربعة إلى الغابة خلف ملعب لكرة القدم في وسط إسليب في 11 أبريل 2017، ثم شرعوا في قتل الضحايا باستخدام المناجل والسكاكين والهراوات الخشبية. على الرغم من أنه كان يبلغ من العمر 15 عامًا و 11 شهرًا وقت ارتكاب جرائم القتل، فقد حوكم كشخص بالغ ويواجه السجن مدى الحياة.
في 9 كانون الثاني (يناير) 2019، تم القبض على ثلاثة طلاب ثانويين قدموا إلى الولايات المتحدة بشكل غير قانوني كشباب ووجهت إليهم تهم طعن مراهق آخر بعد المدرسة في سنترال إسليب، نيويورك ؛ كما اتهموا بأنهم أعضاء في إم إس-13. في 29 يناير، تم استدعاؤهم.
في 2 فبراير 2019، أطلق أحد أعضاء إم إس-13 النار على عضو من منافس عصابة شارع 18 في محطة مترو أنفاق مدينة نيويورك شارع التسعين - جادة المهرست ‏ في كوينز. في نفس اليوم، كُتبت كتابات باسم العصابة على الحائط خارج مكتب المقاطعة لعضو مجلس المدينة المحلي فرانسيسكو مويا. ذكر الرئيس ترامب الحادث في خطابه عن حالة الاتحاد لعام 2019 . وأكدت إدارة الجمارك والهجرة أن القاتل المشتبه به مهاجر غير شرعي.
أعلن المدعي العام لمقاطعة سوفولك، تيموثي دي سيني، في 20 ديسمبر 2019، أنه تم اعتقال تسعة قادة و 45 عضوًا من إم إس-13، بالإضافة إلى 19 من تجار المخدرات، بعد تحقيق استمر 23 شهرًا. تم القبض على 23 آخرين في أماكن أخرى في ولاية نيويورك، و 134 في السلفادور.

#### دعارة الأطفال
في عام 2011، حُكم على ألونسو «كاسبر» برونو كورنيجو أورمينو، زميل إم إس-13 من فيرفاكس، فيرجينيا، بالسجن لمدة 24 عامًا بتهمة بغاء الأطفال . قام أورمينو بتجنيد الفتيات القاصرات في حلقة دعارة من خلال تحديد مكان الأطفال الهاربين.
رانسيس يوليسيس أمايا، زعيم إم إس-13، من سبرينغفيلد، فيرجينيا، أدين في فبراير 2012 للاتجار بفتيات لا تتجاوز أعمارهن 14 عامًا في شبكة دعارة. حُكم عليه في يونيو 2012 بالسجن 50 عامًا بتهمة بغاء الأطفال. تم إغراء الفتيات من المدارس المتوسطة والثانوية والملاجئ العامة. بمجرد اكتسابها من قبل أمايا، طُلب منهم ممارسة الجنس مع ما يصل إلى عشرة رجال في اليوم.
في سبتمبر 2012، تم إطلاق إيمي أنتوني بينيدا بينادو (المعروف أيضًا باسم " (بالإسبانية: Critico) "و" (بالإسبانية: Spike) ") من ولاية ماريلاند، وهو«زعيم عصابة»سابق في إم إس-13، أصبح العضو الحادي عشر في العصابة المدان بتهمة بغاء الأطفال منذ عام 2011.

#### شارلوت، نورث كارولينا
في العقد الأول من القرن الحادي والعشرين، حققت السلطات الأمريكية في إم إس-13 في شارلوت بولاية نورث كارولينا. أدى العمل في النهاية إلى توجيه اتهامات ضد 26 عضوًا من إم إس-13، بما في ذلك سبع إدانات للمحاكمة في يناير 2010، و 18 إقرارًا بالذنب، و 11 حكمًا بالسجن لعدة سنوات.

#### أليخاندرو إنريكي راميريز أومانيا
أليخاندرو إنريكي راميريز أومانيا، المعروف أيضًا باسم «الساحر»، كان أول عضو في إم إس-13 يُحكم عليه بعقوبة الإعدام الفيدرالية. في عام 2005، في لوس أنجلوس، وفقًا لهيئة محلفين في مرحلة لاحقة لإصدار الأحكام، قتلت أومانيا خوسيه هيريرا وغوستافو بوراس في 27 يوليو، وشاركت في قتل آندي أباركا في 28 سبتمبر وساعدت وحرضت عليه. جاء لاحقًا إلى شارلوت بولاية نورث كارولينا، وفقًا للشهود، كعضو مخضرم في إم إس-13، لإعادة تنظيم خلية شارلوت للعصابة .
ووفقًا لشهود عيان في محاكمته في 8 ديسمبر / كانون الأول 2007، أثناء وجوده في مطعم لاس جاروتشيتاس، الذي تديره عائلة في جرينسبورو بولاية نورث كارولينا، أطلق أومانيا النار على روبن جارسيا ساليناس في صدره وأصابه مانويل جارسيا ساليناس في رأسه. وشهد شهود عيان أن إطلاق النار وقع بعد أن «لم يحترم الأخوان غارسيا ساليناس» لافتات عصابة أومانيا من خلال وصفها بأنها «مزيفة». بعد إطلاق ثلاث طلقات أخرى في المطعم، وفقًا لشهادة المحاكمة، أصاب أومانيا شخصًا آخر بنيرانه. أظهرت الشهادات والأدلة أمام المحكمة أن أومانيا هرب لاحقًا إلى شارلوت بمساعدة إم إس-13. تم القبض على أومانيا بعد خمسة أيام بحوزته سلاح الجريمة. وكشفت أدلة وشهادات إضافية من المحاكمة أن أومانيا نسق محاولات قتل الشهود والمخبرين أثناء احتجازه في انتظار المحاكمة.
اتهمت هيئة محلفين فيدرالية كبرى أومانيا في 23 يونيو 2008. أثناء المحاكمة، حاول إحضار سكين معه إلى قاعة المحكمة، التي اكتشفها المشيرون الأمريكيون قبل نقله إلى قاعة المحكمة. تم قضاء آلاف الساعات في القضية على مدى عدة سنوات. كما شارك العمل الدولي. في 19 أبريل 2010، أدانت هيئة المحلفين أومانيا بتهم متعددة بالقتل، ووجدته أيضًا مسؤولاً عن جرائم القتل التي وقعت في عام 2005 أثناء مرحلة إصدار الحكم. في 28 أبريل / نيسان، صوتت هيئة محلفين اتحادية مؤلفة من 12 شخصًا في شارلوت بالإجماع على فرض عقوبة الإعدام. في 27 يوليو / تموز 2010، فرض رئيس قضاة المقاطعة الأمريكية روبرت ج. كونراد الابن، من شارلوت بولاية نورث كارولينا، رسميًا عقوبة الإعدام الفيدرالية. تم استئناف القضية تلقائيًا بموجب القواعد الفيدرالية للإجراءات الجنائية . تم تأييد الحكم في أبريل 2014.

#### تهم الإرهاب
في 15 يوليو 2020، خلال مؤتمر صحفي في البيت الأبيض، أعلن المدعي العام ويليام بار أن وزارة العدل قد وجهت تهمًا بالإرهاب ضد أرماندو إليو ميلغار دياز، وهو مواطن هندوراسي انتقل من الولايات المتحدة إلى وطنه في عام 2016. هذا الإعلان هو المرة الأولى التي تستخدم فيها وزارة العدل تهم الإرهاب ضد إم إس-13 وفقًا لمقالة نشرتها صحيفة واشنطن بوست . في نفس المؤتمر الصحفي، أعلن بار أيضًا عن اعتقال 21 آخرين يشتبه في أنهم من أعضاء عصابة إم إس-13 في نيويورك ونيفادا. خلال الجلسة، قال بار للصحافة بينما كان إم إس-13 متورطًا في تجارة المخدرات، لم يكن كسب المال من المخدرات مصدرًا كبيرًا لإيرادات إم إس-13 ولا أحد أهدافهم، «إم إس-13 فريد إلى حد ما في هذا المعنى: لديهم وحشية الشوارع التي قد تراها في عصابة لا تحركها المصالح التجارية كما كانت، على سبيل المثال، المافيا تقليديا. يتعلق الأمر بشرف أن تكون الشخص الأكثر وحشية متعطشًا للدماء وأن تبني سمعة كقاتل». وصرح الرئيس ترامب خلال المؤتمر الصحفي نفسه «إننا نستخدم» الإرهاب «الذي يمنحنا قوة إضافية. لقد قمنا بعمل رائع مع إم إس-13، لكننا الآن نرتقي به إلى مستوى أعلى.» 

#### التطورات في اسبانيا
تم القبض على خمسة وثلاثين من أعضاء إم إس-13 في مقاطعات أليكانتي وبرشلونة وجيرونا ومدريد وتاراغونا في 24 مارس 2014 في عملية شارك فيها حوالي ثلاثمائة ضابط من الحرس المدني . وبدأت العملية التي أطلق عليها اسم «كروسان» (كرواسون) في أواخر عام 2012 بعد أن تعرض شاب للطعن في معركة ضمت عصابات متنافسة. كان يقود هذه الخلايا الخمسة رجلان سلفادوريان، أحدهما يعمل في مدينة أليكانتي والآخر في برشلونة، وكانا متورطين في السرقة وتهريب المخدرات، ولكنهما حاولوا أيضًا فتح مطاعم وحانات لغسيل الأموال من عمليات العصابة السلفادورية.

## في الأفلام
- الشخصيات الرئيسية في الفيلم الطويل سين نومبر إنتاج عام (2009) هم أعضاء في إم إس'13 في تشياباس بالمكسيك، وقد تم تصوير العديد من تقاليد وممارسات إم إس-13.
- تم تصوير عنف إم إس-13 ضد المهاجرين على الحدود بين جواتيمالا والمكسيك في الفيلم الروائي الحياة المبكرة والقصيرة لسابينا ريفاس  [لغات أخرى]‏ إنتاج عام (2012).
- أنشأت ناشيونال جيوغرافيك فيلمًا وثائقيًا في عام 2005 بعنوان أكثر العصابات خطورة في العالم، [147][148] يصور إم إس-13.
- في الموسم الأول من المسلسل التلفزيوني لقناة التاريخ أصدرت العصابة حلقتين كاملتين تغطي إم إس-13:

1. الموسم الأول من إنتاج عام 2007 الحلقة الثانية والتي كانت بعنوان "You Rat، You Die" - كانت عضوة العصابة السابقة التي تحولت إلى المخبرة بريندا باز تزود السلطات بحسابات مباشرة عن عمليات إم إس-13، تم العثور عليها فيما بعد ميته.[149]
2. الموسم الأول من إنتاج عام 2008 الحلقة 13 والتي كانت بعنوان «جذر كل الشرور» - تقارير عن المخدرات ومضارب الدعارة التي تديرها إم إس-13.[150][151]

## الهجرة غير الشرعيةوتهريب البشر
وفقا لصحيفة واشنطن تايمز «ويعتقد أن إنشاء مركز رئيسي للتهريب» إم إس-13 في المكسيك.  كانت هناك تقارير من قبل مشروع مينوتمن أن أعضاء إم إس صدرت الاوامر إلى ولاية اريزونا لاستهداف وكلاء حرس الحدود الأمريكية والمتطوعين مينوتمن] مشروع.
في عام 2005، أثار وزير الأمن الهندوراسي اوسكار الفاريز ورئيس السلفادور ناقوس الخطر من خلال الزعم بأن منظمة إرهابية إسلامية تنظيم القاعدة كان يجتمع مع مارا سالفاتروتشا وغيرها من عصابات أمريكا الوسطى لمساعدتهم على التسلل إلى الولايات المتحدة. وقال وكلاء مكتب التحقيقات الفيدرالي أن أجهزة الاستخبارات الأميركية وحكومات عدد من بلدان أمريكا الوسطى وجدت هناك أي أساس للاعتقاد بأن إم إس-13 يرتبط بتنظيم القاعدة أو المتطرفين الإسلامية الأخرى، على الرغم من الفاريز لم يزور أمريكا الوسطى لمناقشة هذه القضية.
وأشار روبرت موراليس، المدعي العام لغواتيمالا، لجلوب اند ميل أن يسعى بعض أفراد العصابة أمريكا الوسطى وضع اللاجئ في كندا. وقال مدير شرطة الخيالة فرقة عصابة متكاملة الملكية الكندية، جون روبن في مقابلة «اعتقد [أفراد العصابة] لدي شعور بأن الشرطة هنا لن نعاملهم بالطريقة القاسية التي تحصل هناك.» وأشار روبن أن السلطات الكندية «يريدون تجنب ينتهي به الأمر مثل الولايات المتحدة، التي تتعامل مع مشكلة العصابات أمريكا الوسطى على نطاق أوسع من ذلك بكثير».

## علامات العصابات وعلامات اليد
تغطي العديد من أعضاء مارا سالفاتروتشا أنفسهم في الوشم. وتشمل علامات مشتركة «إم إس»، «سالفاتروتشا» و «الشيطان قرنيه»، اسم زمرة بهم، وغيرها من الرموز.  وورد في ديسمبر 2007 سي إن إن إنترنت أخبار المقال أن العصابة كانت تتحرك بعيدا عن الوشم في محاولة لارتكاب الجرائم دون أن يلحظ ذلك.
أعضاء مارا سالفاتروتشا، مثل أعضاء معظم العصابات الأمريكية الحديثة، واستخدام نظام العلامات يد لأغراض تحديد الهوية والاتصالات. واحد من عرض الأكثر شيوعا هو «رأس الشيطان» الذي يشكل الحرف «إم» عند عرضها رأسا على عقب. هذه علامة اليد هو مماثل لنفس رمز ينظر عادة عرضها من قبل الموسيقيين المعادن الثقيلة ومشجعيه. اقترضت مؤسسي مارا سالفاتروتشا علامة اليد بعد حضور حفلات بأندية الدرجة الأولى.

## روابط خارجية
- «العصابات والإرهابيون والتجارة» 12 أبريل 2007 في فورين بوليسي تحت المجهر.
- مقال ما بعد التحقيق في ناشيونال جيوغرافيك.
- زاوية عريضة لبرنامج تلفزيوني: 18 برصاصة إم إس-13 عصابة في السلفادور.
- Strohm، Chris (1 أغسطس 2005). "DHS touts success of anti-gang operation". GovExec.com. مؤرشف من الأصل في 2012-01-19. اطلع عليه بتاريخ 2006-03-14.
- عصابات لوس أنجلوس مكتب التحقيقات الفدرالي.